# Barry Elliot (cầu thủ bóng đá)
Barry Elliot (sinh ngày 24 tháng 10 năm 1978) là một cựu cầu thủ bóng đá thi đấu ở vị trí tiền đạo. Sinh ra ở Anh, nhưng ông đại diện Scotland ở cấp độ trẻ quốc gia.

## Sự nghiệp
Sinh ra ở Carlisle, Elliot thi đấu ở Scotland cho Celtic Boys Club, Celtic, Clydebank, Dundee, Airdrieonians, Berwick Rangers, Partick Thistle, Stirling Albion và Linlithgow Rose.